# Barwa oliwkowa

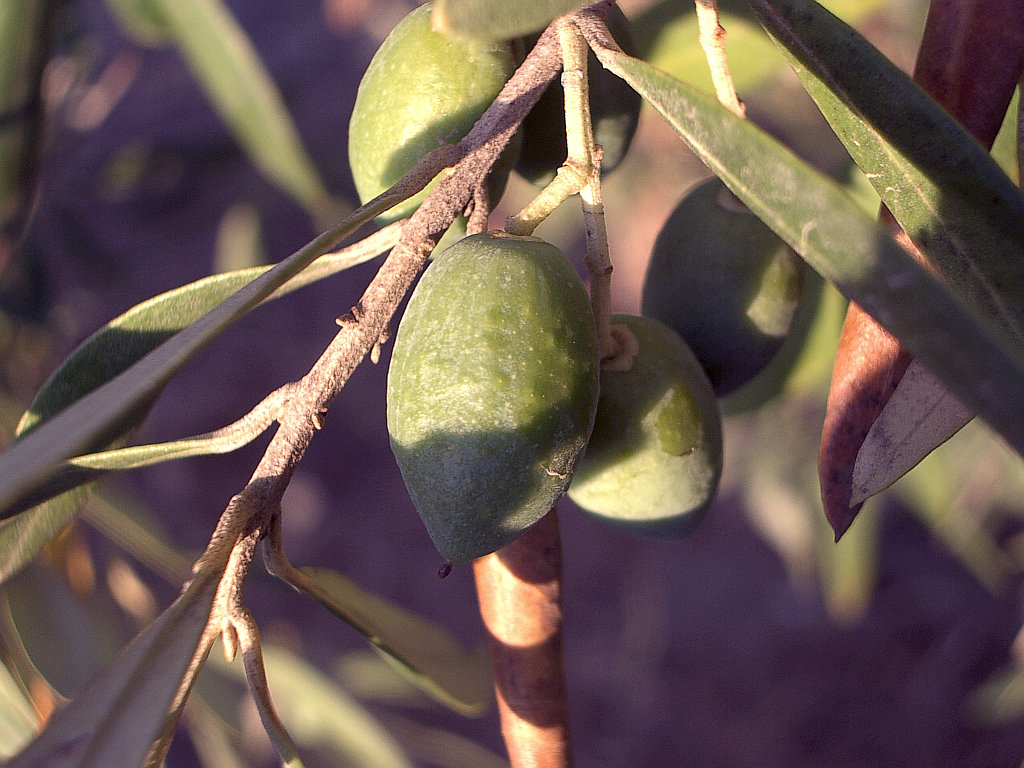
Oliwki

Barwa oliwkowa – brudnożółtozielona, kolor spotykany m.in. u owoców zielonej oliwki. Odcienie tego koloru używane są m.in. na mundurach, jako kamuflaż w większości armii świata, ponieważ optycznie zlewają się z naturalnymi barwami roślinności. Czasami odcienie barwy oliwkowej mylnie nazywane są kolorem khaki, który w rzeczywistości jest bardziej ziemisty (bliższy szarego).
Barwa oliwkowa uzyskiwana jest najczęściej – w przypadku metody subtraktywnej (CMYK) – przez zmieszanie barwników żółtego z czarnym lub – addytywną (RGB) – przez zmieszanie światła czerwonego z zielonym. W rzeczywistości uzyskanie oczekiwanego odcienia tego koloru w druku jest dość trudne ze względu na odstępstwa od idealnej triady CMY farb spotykanych w praktyce.

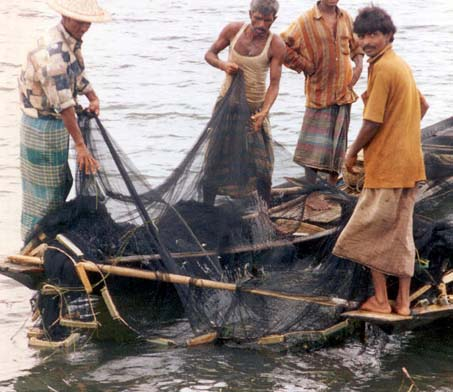
Ludzie z oliwkową skórą

Odcień ludzkiej skóry, nazywany „oliwkowym”, jest zupełnie odmienny od opisanego powyżej. Mianem tym określa się osoby o ciemnej karnacji, ze skórą żółtawo-brązową, jak u mieszkańców Pakistanu, Bangladeszu i Indii.